# Exonuklease
Als Exonuklease wird eine Nuklease bezeichnet, die von ihrem Substrat (der Nukleinsäure – DNA und/oder RNA) pro Reaktionszyklus jeweils ein Nukleinsäuremonomer vom Ende des Moleküls her abspaltet.
Durch aufeinanderfolgende Reaktionen kommt es zum teilweisen oder vollständigen Abbau des jeweiligen Nukleinsäuremoleküls von einem Ende beginnend. Dieser sogenannte exonukleolytische Verdau hinterlässt pro Reaktion ein verkürztes Nukleinsäuremolekül und ein Monomer, während beim endonukleolytischen Verdau durch eine Endonuklease jeweils zwei Fragmente entstehen.
Exonukleasen kommen beispielsweise als Korrekturenzyme bei der DNA-Replikation vor. So werden fehlerhaft eingebaute Nukleotidbasen von ihnen wieder entfernt. Ein weiteres Beispiel ist die T5-Exonuklease.